# Trio no 2 de Turina
Le Trio no 2 opus 76 en si mineur est un trio pour piano, violon et violoncelle de Joaquín Turina composé en 1933.
Il a été créé le 17 novembre 1933 à Groningue (Pays-Bas) par le Trio Néerlandais. En Espagne, il a été créé le 26 novembre 1934, par Emilio Ember (piano), Enrique Iniesta (violon) et Juan Ruiz Casaux (violoncelle) dans les studios de Radio Madrid.
L'œuvre est dédiée À monsieur Jacques Lerolle. Elle a été éditée en 1933 par Rouart, Lerolle & Cie.
Elle dure environ 15 minutes.

## Structure
1. Lento - Allegro molto moderato - Allegretto - Lento
2. Molto vivace: scherzo sur un rythme de zortzico à 5/8 - Lento dolcissimo
3. Lento-Andante mosso-Allegro vivo : reprise des deux thèmes du mouvement initial sur une ligne rythmique variée[1].

## Discographie
- Trio Lincoln (Cedille, 2014)
- The Bekova Trio (Chandos, 2001)
- Beaux Arts Trio (Philips, 1996)
- Trío Arbós, Integral de los Tríos con piano de Joaquín Turina (Naxos, 2001)
- Trío de Madrid, (Ensayo, 1982/1991)
- Trío Parnassus (MDG Gold, 2003)

## Source
- François-René Tranchefort, guide de la musique de chambre, éd. Fayard 1987 p. 905[2]
- Theodore Baker et Nicolas Slonimsky (trad. Marie-Stella Pâris, préf. Nicolas Slonimsky), Dictionnaire biographique des musiciens [« Baker's Biographical Dictionary of Musicians »], t. 3 : P-Z, Paris, Robert Laffont, coll. « Bouquins », 1995 (réimpr. 1905, 1919, 1940, 1958, 1978), 8e éd. (1re éd. 1900), 4728 p. (ISBN 2-221-07778-4), p. 4294
- Walter Willson Cobbett (trad. Marie-Stella Pâris, préf. Walter Willson Cobbett), Dictionnaire encyclopédique de la musique de chambre [« Cobbett's Cyclopedic Survey of Chamber Music »], t. 2, Paris, Robert Laffont, coll. « Bouquins », 1999 (réimpr. 1963) (1re éd. 1929), 1627 p. (ISBN 2-221-07848-9)